# 蒂萨沃尔克
蒂萨沃尔克（匈牙利語：Tiszavalk）是匈牙利包尔绍德-奥包乌伊-曾普伦州所辖的一个村。总面积11.55平方公里，总人口312，人口密度27.0人/平方公里（2011年1月1日）。